# Clemens August von Galen
Blaženi grof Clemens August von Galen, nemški duhovnik, škof in kardinal, * 16. marec 1878, grad Dinklage, † 22. marec 1946.

## Življenjepis
28. maja 1904 je prejel duhovniško posvečenje. 5. septembra 1933 je bil imenovan za škofa Münstra in 28. oktobra istega leta je prejel škofovsko posvečenje.
Leta 1941 je pričel s serijo pridig, v katerih je javno napadal nacistično ideologijo in dejanja, predvsem negativno evgeniko, zapiranje katoliških ustanov in koncentracijska taborišča. Oblasti ga niso upale zapreti ali likvidirati, saj bi to preveč škodljivo vplivalo na moralo ljudstva. Po drugi strani je bil prepričan antikomunist in je pozdravil nemški napad na Sovjetsko Zvezo, kjer je Stalinov režim prav tako zatiral krščanstvo.
Po vojni, 18. februarja 1946, je bil povzdignjen v kardinala, a je nekaj dni kasneje umrl zaradi prepozno diagnosticiranega vnetja slepiča. Takratni papež Pij XII. je začel postopek za njegovo beatifikacijo, ki je bil zaključen pod papežem Janezom Pavlom II. leta 2004, von Galena je 9. oktobra 2005 tako papež Benedikt XVI. razglasil za blaženega.